# Echelon
Pour les articles homonymes, voir Échelon.

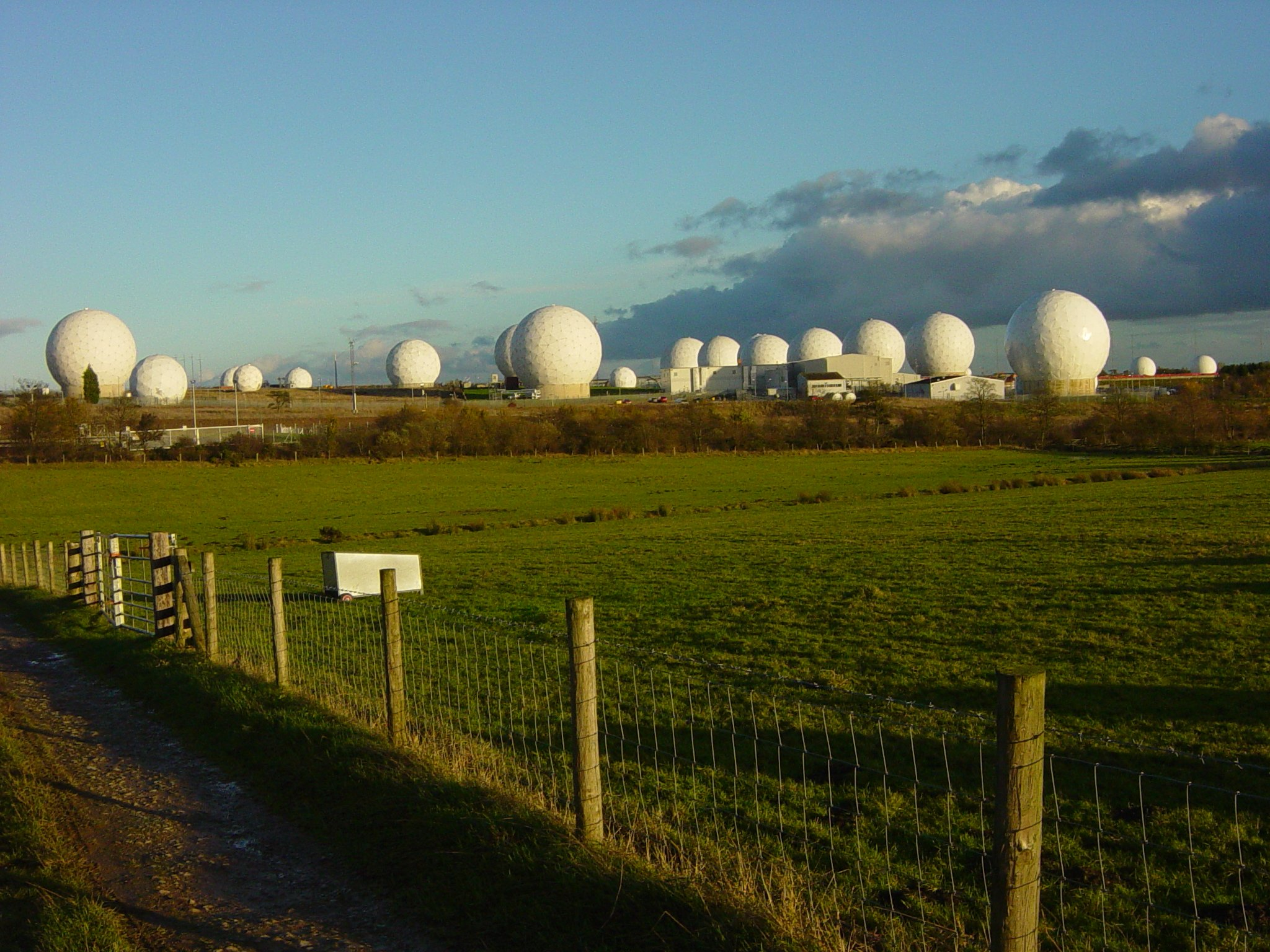
Station d'interception ROEM du réseau ECHELON située à Menwith Hill, au Royaume-Uni.

ECHELON est un nom de code utilisé pendant de nombreuses années par les services de renseignement des États-Unis pour désigner un réseau utilisé pour la surveillance et l'interception des télécommunications.
Par extension, le réseau ECHELON désigne l'ensemble des installations liées au renseignement d'origine électromagnétique (ROEM) et exploitées par les États-Unis, le Royaume-Uni, le Canada, l’Australie et la Nouvelle-Zélande dans le cadre du traité UKUSA. Le réseau est constitué de stations de surveillance situées sur les territoires des pays membres du traité, surnommés « Five Eyes », ainsi que dans certaines ambassades et bâtiments de guerre. Il intercepte les télécopies, les communications téléphoniques, les courriels et les métadonnées leur étant liées.

## Histoire

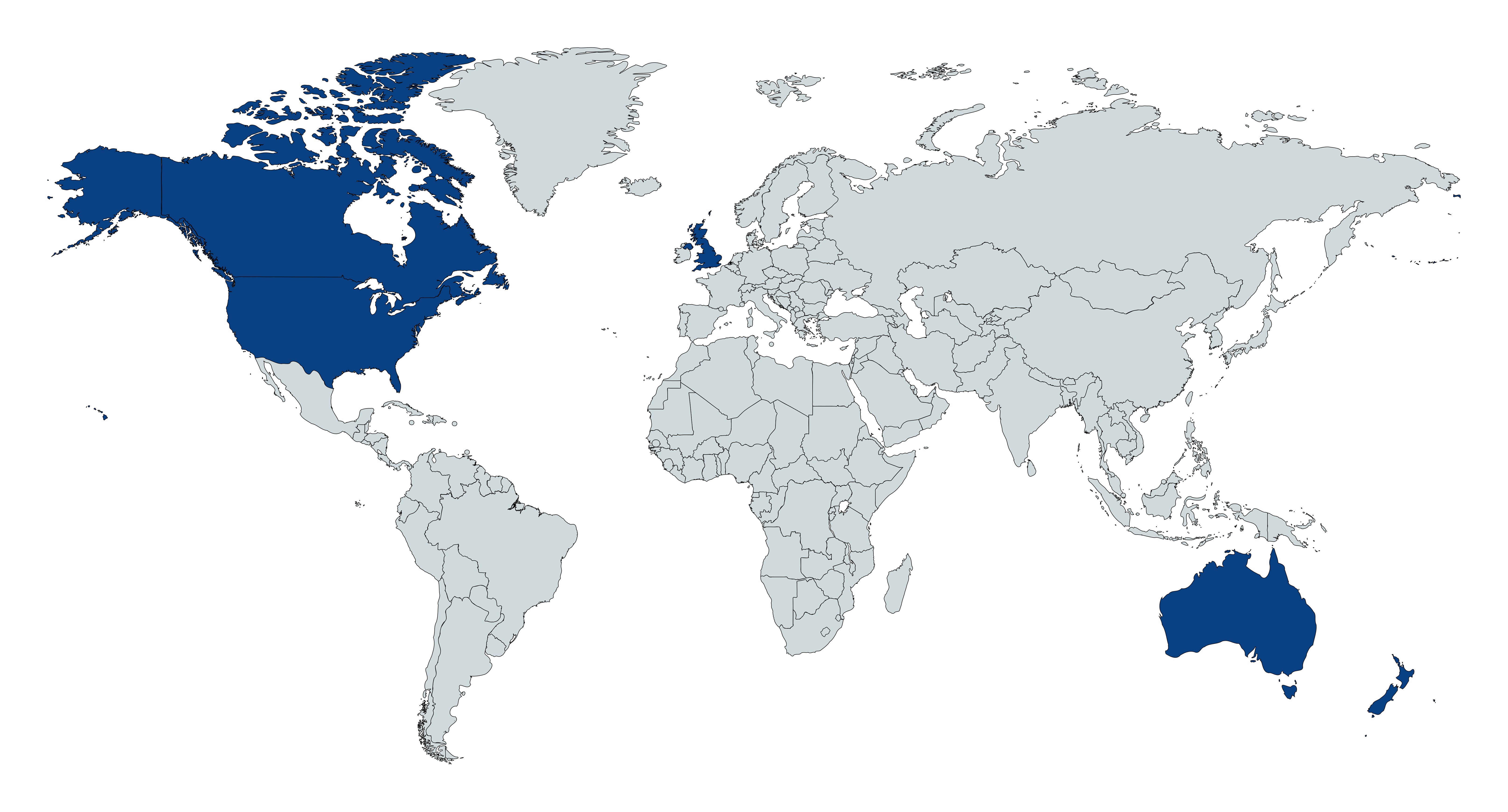
Carte des pays signataires d'UKUSA (en bleu).

### Origines dans le traité UKUSA
Le 17 mai 1943, les États-Unis et le Royaume-Uni, alors engagés dans la Seconde Guerre mondiale, signent un accord secret de coopération pour le partage de renseignement issu de l'interception des communications. Pour pérenniser cette entente au sortir de la guerre, ces deux pays signent le traité UKUSA (United Kingdom - United States Communications Intelligence Agreement) le 5 mars 1946. Ils sont rapidement rejoints par le Canada, l’Australie et la Nouvelle-Zélande,. Des pays comme l'Allemagne de l'Ouest, le Danemark, la Norvège et la Turquie signent ensuite des traités de coopération de ROEM secrets avec les États-Unis, devenant des participants « tiers » du réseau.

### Développement du réseau
Dans un contexte de Guerre froide, les pays qui exploitent le réseau développent rapidement des outils plus performants, et au rayon d’action plus vaste. Au milieu des années 1970, la première station consacrée à l'interception des signaux transitant par les satellites de télécommunications commerciaux voit le jour aux États-Unis. Le personnel de la station de recherche de Yakima est composé d'agents de la National Security Agency et ses installations comprennent plusieurs antennes paraboliques, cachées par des radômes,.
De la même manière, de nombreuses autres stations sont construites un peu partout dans le monde, afin d'assurer une couverture géographique maximale au réseau ECHELON. Les rapports du Parlement européen et de l'Assemblée nationale française mentionnent les sites principaux utilisés pour la collecte de renseignements en provenance des satellites du consortium INTELSAT, puis plus tard INMARSAT,. Les stations de Sugar Grove (États-Unis), Menwith Hill et Morwenstow (Royaume-Uni), Pine Gap (Australie), Wahopai (Nouvelle-Zélande) et Bad Aibling (Allemagne) sont notamment citées. Les accords exclusifs de partage des informations passés entre les États-Unis et certains pays permettent au réseau de couvrir l'ensemble des zones océaniques. Ils n’ont toutefois qu’une importance secondaire, les cinq principaux pays de cette coalition se partageant les informations recueillies, sélectionnant celles auxquelles peuvent accéder les autres États membres et décidant quelles personnes, entreprises, ou organisations politiques doivent être ciblées par les capacités du réseau.

### Dévoilement du réseau

#### Enquêtes de journalistes
Le projet est resté totalement inconnu du grand public pendant plus de 40 ans. C'est en 1988 qu’un journaliste écossais, Duncan Campbell, dévoile l'ampleur du réseau, dans un article intitulé « Somebody's listening »,. À l'époque, la publication ne fait pas grand bruit et les médias s'y intéressent peu. En 1996, parallèlement à la multiplication des affaires d'espionnage économique, le journaliste néo-zélandais Nicky Hager publie son livre Secret Power, détaillant la participation néo-zélandaise au réseau,.
En 1995, le gouvernement canadien reconnaît l'existence d'une collaboration internationale dans l'échange de renseignements extérieurs, suivi en mars 1999 par l'Australie qui affirme que son gouvernement « coopère effectivement avec des organisations équivalentes d'espionnage des signaux outre-mer sous l'égide de l'alliance UKUSA ». Cinq ans plus tard, Jeffrey Richelson, auteur spécialisé et ancien membre de l'association National Security Archives de l’université George-Washington, publie seize documents déclassifiés par la NSA. Une note datée du 3 septembre 1991 précise la mission du centre de surveillance électronique de Sugar Grove en Virginie, et une autre, du 15 juin 1995, relate l’activation de certains centres d’interception sur les bases aériennes américaines,.

#### Rapports parlementaires
À la suite de ces révélations, le Parlement européen demande au Science and Technology Options Assessment de collecter des informations sur l'existence du réseau ECHELON. Un premier rapport est publié en 1997, qui alerte les pays d'Europe sur les possibilités d'une telle infrastructure. En 1999, une étude complète des moyens techniques et juridiques de protection contre cette forme d'espionnage électronique, notamment rédigée par Duncan Campbell, Franck Leprevost et Chris Elliot, est remise au Parlement. Ce second rapport met en évidence le détournement du réseau ECHELON à des fins d'espionnage économique.
En France, le 11 octobre 2000, la commission de la défense nationale soumet à l'Assemblée nationale un rapport sur les systèmes d'interception des télécommunications. Les conclusions, présentées par le rapporteur Arthur Paecht, indiquent qu'il existe bien un réseau nommé ECHELON, opérationnel et performant. Elles sont également exposées à la commission du Parlement européen le 28 novembre de la même année,.
En Belgique, le Comité permanent de Contrôle des services de renseignement et de sécurité (Comité permanent R) publie deux rapports sur les activités du réseau ECHELON en 1999. Une commission parlementaire italienne présente également un rapport au Parlement italien, concluant qu'il n'est pas possible d'affirmer avec certitude qu'il existe un réseau de ce type,.

## Activités

### Agences liées au réseau
Le réseau Echelon est géré conjointement par les agences dédiées au ROEM de chaque pays membre du UKUSA, :
- la NSA (National Security Agency), basée à Fort George G. Meade, Maryland, administratrice du réseau ;
- le GCHQ (Government Communications Headquarters), basé à Cheltenham, au Royaume-Uni ;
- le CSTC (Centre de la sécurité des télécommunications du Canada), basé à Ottawa, au Canada ;
- l'ASD (Australian Signals Directorate), basé à Canberra, en Australie ;
- le GCSB (Government Communications Security Bureau), basé à Wellington, en Nouvelle-Zélande.

### Fonctionnement du réseau
En plus des stations d'interception des satellites, la surveillance des câbles sous-marins est aussi mise en place. La partie la plus importante des télécommunications mondiales transitent par ces branchements intercontinentaux. Il s'agit d'un enjeu géopolitique majeur, et plusieurs stations ECHELON ont été construites à proximité des points de départ et d'arrivée des câbles. Grâce à un puissant réseau d’ordinateurs, l'infrastructure du réseau est capable de trier en fonction de certains termes les communications écrites et, à partir de l’intonation de la voix, les communications orales. Toutes les informations récoltées par le réseau ECHELON sont analysées au quartier général de la NSA à Fort George G. Meade (Maryland, États-Unis). Bien que plusieurs autres pays aient mis en place des systèmes similaires, comme Frenchelon en France, il reste aujourd’hui le plus puissant au monde. Ces réseaux peuvent être utilisés pour des actions militaires ou politiques.

### Surveillance globale

#### Norvège, 2013
En 2013, à la suite des révélations d'Edward Snowden sur la surveillance globale exercée par la NSA, le journal Dagbladet publie une enquête qui met en évidence le rôle d'un site norvégien dans les écoutes de l'agence américaine. Les capacités de la station, située à Ringerike, auraient été utilisées pour la collecte des métadonnées relatives à 33,2 millions d'appels téléphoniques passés en Norvège sur une période allant du 10 décembre 2012 au 8 janvier 2013,. Le même jour, les autorités norvégiennes soulignent l'inexactitude des informations parues dans le quotidien, expliquant que seuls des citoyens étrangers ont été ciblés par l'interception de ces télécommunications. L'ambassade des États-Unis à Oslo n'a pas commenté ces allégations, ne souhaitant pas s'exprimer sur les « cas individuels »,.
En 2018, le média The Intercept publie en ligne un document déclassifié dévoilant de nouvelles informations sur la relation des deux États en matière de renseignement d'origine électromagnétique,. Débutée en 1952, cette collaboration aboutit à la construction de la station de Rengerike, opérationnelle depuis 2005. Une partie du personnel est employée par la NSA, et le matériel électronique directement importé des États-Unis.

#### Suisse, 2013
Le 27 octobre 2013, le magazine allemand Der Spiegel publie une enquête sur les installations de la mission américaine de Genève, qui s'appuie sur un des documents révélés par Snowden et le travail de Duncan Campbell. Situé sur les hauteurs du quartier diplomatique, le bâtiment abrite une unité du Special Collection Service (SCS) qui, selon le journaliste, permet à la NSA d'intercepter les communications électromagnétiques transitant par le siège européen des Nations Unies et l'ensemble des organisations basées dans cette zone,.
En 2015, après analyse de documents déclassifiés, la BBC expose les liens entre la NSA et l'entreprise Crypto AG, spécialisée dans le chiffrement et les communications cryptées. Des accords avec les services de renseignement américains et britanniques ont été conclus en 1956. La société, fondée par Boris Hagelin, accepte de fournir à ses clients des machines contenant une porte dérobée qui permettait à la NSA et au GCHQ d'accéder au messages chiffrés. Ainsi, à l'instar de la Suisse, plus de 130 pays sont concernés par ce dispositif,. La société qui gère une partie des installations de la station de Loèche depuis 2002, dans le canton du Valais, est elle aussi soupçonnée de collusion avec la NSA. Verestar, autrefois Signalhorn, exploite la plus grande partie des antennes installées sur le site, les autres étant liées au réseau ROEM suisse, Onyx,.

### Espionnage économique
En 1994, des fax et des conversations téléphoniques relatives à un contrat commercial entre Airbus et la compagnie Saudi Arabian Airlines sont interceptées par la NSA et transmises à Boeing et McDonnel Douglas. Le constructeur américain McDonnel Douglas obtient le marché, évalué à 6 milliards de dollars. La même année, un marché relatif à la surveillance par satellite de la forêt amazonienne est attribué à Thomson CSF et Alcatel après une offre de 1,4 milliard de dollars. Les détails de l'offre sont interceptés par la NSA et transmis à l'entreprise américaine Raytheon, qui, accusant la commission brésilienne de corruption et faisant pression, obtient la réattribution du marché,.
- 1994 Accord général sur les tarifs douaniers et le commerce (GATT), interception des courriels des représentants européens ;
- 2002 Parlement européen, connaissance du mode de chiffrement des données du Parlement depuis plusieurs années.

### Lutte contre la criminalité
En 1993, l'interception d'une visioconférence entre José Ignacio López de Arriortua, un cadre de General Motors, et Volkswagen, a permis d'empêcher le constructeur allemand d'utiliser des documents confidentiels illégalement transmis par l'ingénieur. Transmis par la NSA au ministère public allemand, des extraits de l'échange ont conduit à l'ouverture d'une enquête, puis à la démission de López et sa condamnation par contumace en mai 2000,. En 2007, lors de l'enlèvement de Madeleine McCann au Portugal, l'agence Scotland Yard aurait eu recours au réseau ECHELON par l’intermédiaire du Government Communications Headquarters.

## Installations

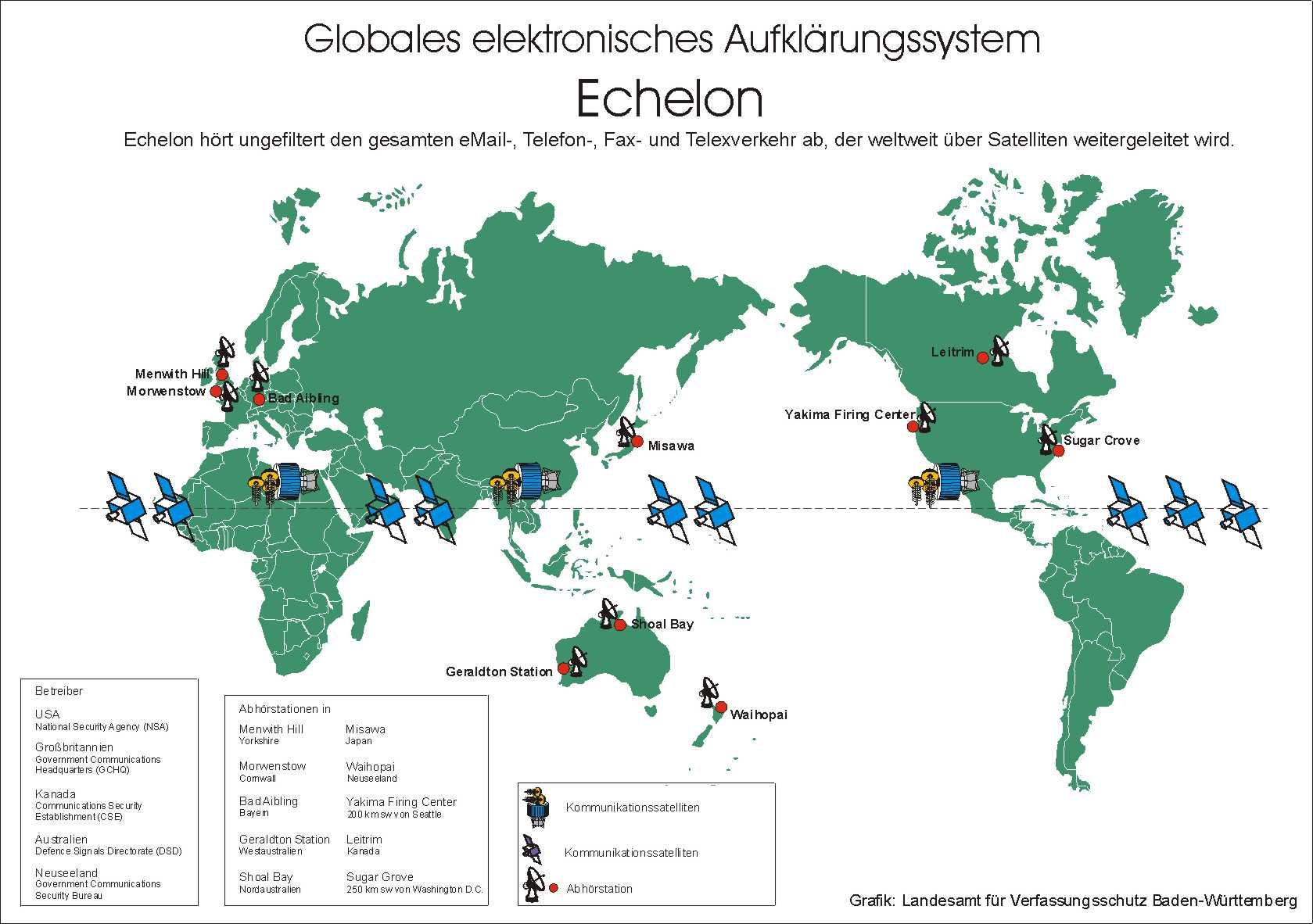
Carte des stations ECHELON dans le monde.

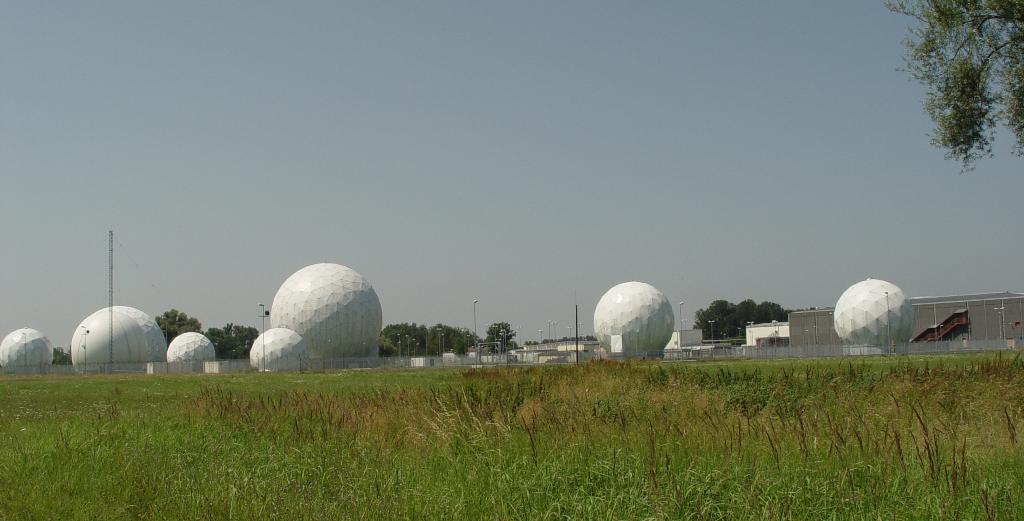
Radômes abritant des antennes à la station de Bad Aibling, en Allemagne.

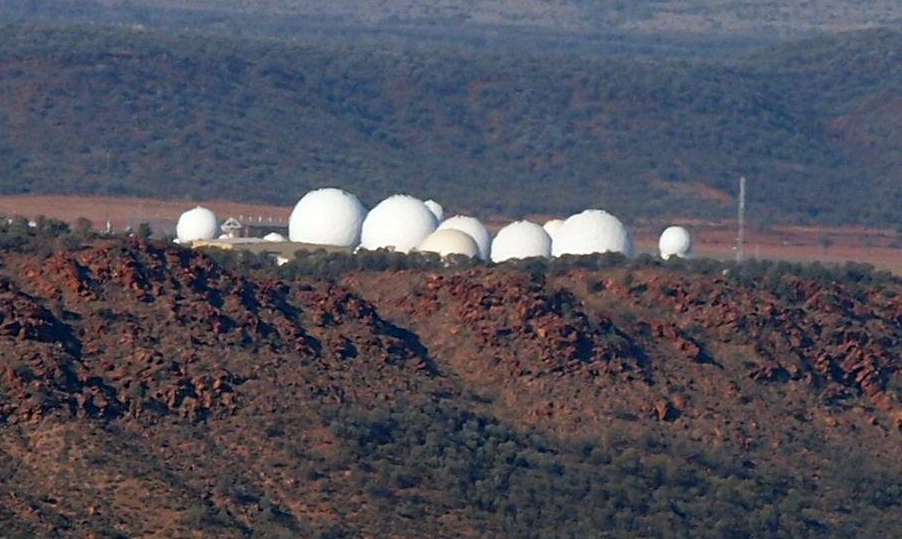
Radômes abritant des antennes à la station de Pine Gap, en Australie.

### Principales stations
| Station (SIGAD)                                | Localisation                              | Opérateur              | Autres informations        |
| ---------------------------------------------- | ----------------------------------------- | ---------------------- | -------------------------- |
| Station de recherche de Yakima (YRS) (USD-110) | près de Yakima, État de Washington        | NSA, AIA               | fermeture annoncée en 2013 |
| Station de Sugar Grove                         | près de Sugar Grove, Virginie-Occidentale | NSA, AIA               | terrain vendu en 2017      |
| Station de Elmendorf AFB                       | près d'Anchorage, Alaska                  | NSA, AIA               |                            |
| Station de Bad Aibling (USF-778)               | près de Bad Aibling, Allemagne            | NSA, INSCOM            |                            |
| Station de Menwith Hill (USD-1000)             | près de Harrogate, Royaume-Uni            | NSA, AIA, INSCOM, GCHQ | opérationnelle depuis 1958 |
| Station de Bude (CSO Morwenstow)               | en Cornouailles, Royaume-Uni              | GCHQ                   |                            |
| Station de Ayios Nikolaos (UKM-257)            | Dhekelia, Chypre                          | GCHQ                   |                            |
| Station de Leitrim (CAF-97)                    | près d'Ottawa, Canada                     | CSTC                   |                            |
| Station de Pine Gap (JDFPG)                    | près d'Alice Springs, Australie           | ASD                    |                            |
| Station de Shoal Bay                           | près de Darwin, Australie                 | ASD                    |                            |
| Station de Kojarena (ADSCS)                    | près de Geraldton, Australie              | ASD                    |                            |
| Station de Waihopai (NZC-333)                  | près de Blenheim, Nouvelle-Zélande        | GCSB                   | opérationnelle depuis 1991 |
| Station de Tangimoana (NZC-332)                | Île du Nord, Nouvelle-Zélande             | GCSB                   |                            |

### Autres stations

#### Contrôlées par la NSA et l'USAF
- Station de la base aérospatiale de Buckley, Colorado
- Fort Gordon (anciennement Gordon RSOC), Géorgie
- Station de Kunia (anciennement Kunia RSOC), Hawaï
- Station de la base aérienne de Misawa, au Japon (USA-38)[28]
- Station de la base aéronavale de Diego Garcia, dans l'océan Indien
- Station de Loèche, en Suisse, avec le département fédéral suisse de la Défense[22]
- Station de la base aéronavale de Rota, Espagne
- Station de Skibsbylejren, au Danemark
- Station de Ringerike, en Norvège[16]

#### Contrôlées par le GCHQ
- Station de la base de Digby, au Royaume-Uni
- Station de la base aérienne de Feltwell, au Royaume-Uni
- Station de Croughton, au Royaume-Uni
- Station de la base aérienne de l'Île de l'Ascension, dans l'océan Atlantique
- Station de Troodos, à Chypre

#### Contrôlées par le CSTC
- Station Alert, île d'Ellesmere, au Canada
- Station de la base aérienne de Gander, au Canada
- Station de Masset, au Canada

#### Anciennes stations
- Station de Sabana Seca, à Porto Rico, désaffectée en 1999 (contrôlée par la NSA)
- Station de Chicksands, au Royaume-Uni, fermée en 1997 (contrôlée par l'USAF)
- Station de Teufelsberg, en Allemagne, fermée en 1991 (contrôlée par la NSA)
- Station de la base aérienne de Clark, aux Philippines, fermée en 1991 (contrôlée par l'USAF)
- Station de Little Sai Wan, à Hong Kong, fermée en 1982 (contrôlée par le GCHQ)

## Critiques

### Women Peace Camp à Menwith Hill
RAF Menwith Hill (Field Station F83), dans le Yorkshire, au Royaume-Uni, est une station du réseau ECHELON dans laquelle près de 2 000 personnes travaillent, dont plus de 1 200 Américains. Ses missions sont la collecte et le traitement des données issues des communications militaires et civiles,. Depuis au moins 1975, l'agence britannique Post Office Telecom, devenue British Telecom (BT), dévie des câbles par lesquels transitent les appels téléphoniques internationaux émis depuis le Royaume-Uni vers Menwith Hill. En 1992, un nouveau câble optique par lequel doit passer plus de 100 000 appels téléphoniques a été dévié vers Menwith Hill par BT.

### Jam Echelon Day
En 1999, un groupe d’« hacktivistes » lance une campagne de mobilisation contre le réseau ECHELON en tirant parti d'un point faible supposé : son dictionnaire de mots-clés. Le 21 octobre 1999 est déclaré comme étant le « Jam Echelon Day », la journée d’engorgement du réseau. Les internautes sont invités à ajouter à tous leurs messages électroniques une liste de mots-clés propres à faire réagir le système de tri. Selon les militants, le système d'interception pourrait alors être submergé par la masse de messages à traiter,,. Cependant, cette affirmation est rapidement mise en doute. William Knowlse, qui fut le premier à partager une liste de mots-clés dès 1998, déclare : « J’ai amassé ces mots-clés au fil de mes lectures, sans vraiment penser à déstabiliser les services secrets […] Je doute qu’une liste vieille de plus de deux ans puisse créer des ennuis à la NSA ». Duncan Campbell ajoutera même qu'« il suffit aux employés de la NSA de demander à leurs ordinateurs d’ignorer les messages contenant plus d’une dizaine de mots-clés. Le réseau serait alors protégé et ne subirait aucun engorgement ».
En 2001, l’action est relancée avec un but plus informatif, faire comprendre aux citoyens que la liberté de pensée et d’expression est menacée,. Son second objectif est de fournir des avis, ainsi que des logiciels pour sécuriser les communications des entreprises et des particuliers. Cependant le message passe mal, et a des difficultés à sortir d’un cocon d’internautes spécialisés.

### Autres oppositions civiles
Selon l'ancien agent du FBI Ted Gunderson, le FBI et d'autres agences du renseignement américain sont responsables du phénomène du gang-stalking dont les preuves se trouvent collectées dans les fichiers en relation avec le programme Echelon, le Carnivore System, le TEMPEST Systems et dans le Narus systems.

## Dans la culture populaire

### Films
- Conspiracy, réalisé par Greg Marcks (2010)
- Snowden, réalisé par Oliver Stone (2016)

### Documentaire
- Echelon, le pouvoir secret, réalisé par David Korn-Brzoza en 2002, dans lequel différents anciens membres du réseau témoignent.

#### Réseaux similaires
- Réseau Onyx (Suisse)
- Réseau français
- Réseau suédois

#### Programmes de la NSA
- PRISM, programme de collecte de renseignements à partir d'Internet et d'autres fournisseurs de services électroniques
- TEMPEST, système de visualisation des écrans d'ordinateurs (et a priori de tout système émettant de quelconques ondes) à distance